# محمود قربانوف
محمود قربانوف (ترکی آذربایجانی: Mahmud Qurbanov؛ زادهٔ ۱۰ مهٔ ۱۹۷۳) یک بازیکن فوتبال اهل جمهوری آذربایجان است.
از باشگاه‌هایی که در آن بازی کرده‌است می‌توان به باشگاه فوتبال نفتچی باکو، باشگاه فوتبال اینتر باکو، باشگاه فوتبال کپز، باشگاه فوتبال سومقاییت، باشگاه فوتبال باکو، باشگاه فوتبال خزر لنکران، تاوریا سیمفروپول، و باشگاه فوتبال فولاد خوزستان اشاره کرد.
وی همچنین در تیم ملی فوتبال جمهوری آذربایجان بازی کرده است.